# Conotyla venetia
Conotyla venetia är en mångfotingart som beskrevs av Hoffman 1961. Conotyla venetia ingår i släktet Conotyla och familjen Conotylidae. Inga underarter finns listade i Catalogue of Life.